# Tosashimizu
Tosashimizu (土佐清水市?) è una città giapponese della prefettura di Kōchi.